# Belarussziai Szocialista Szovjetköztársaság

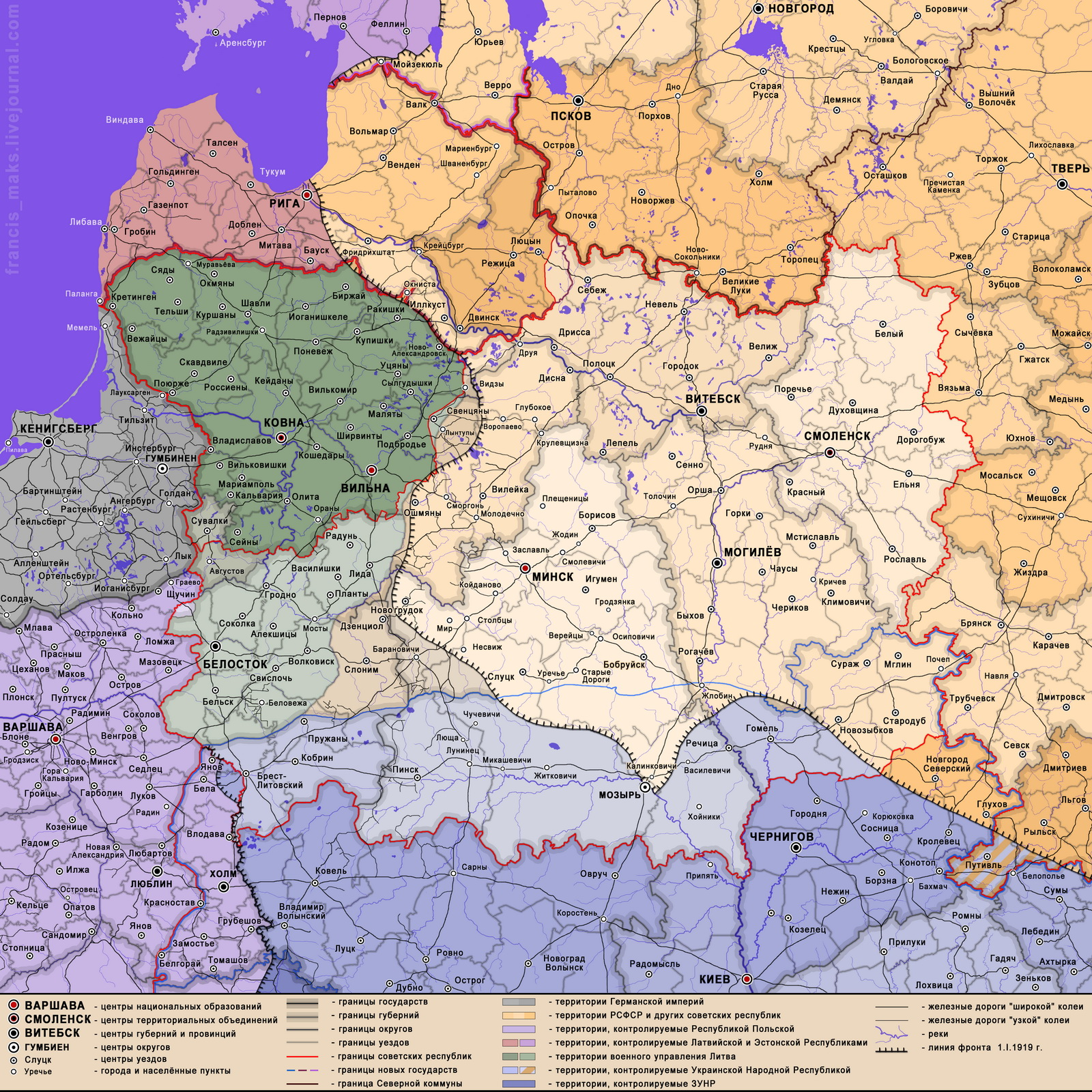
Belarussziai Szocialista Szovjetköztársaság

Belarussziai Szocialista Szovjetköztársaság és fővárosa, Minszk a lengyel–szovjet háború első szakaszában

A Belarussziai Szocialista Szovjetköztársaság vagy Szovjet Belarusszia (BSZSZ; Савецкая Сацыялістычная Рэспубліка Беларусь) az Orosz Birodalom összeomlása után létrejött egyik kommunista állam volt a mai Fehéroroszország területén.

## Létrehozása
A tanácsállam kikiáltására először 1919. január 1-jén tettek kísérletet Szmolenszkban, amikor a Vörös Hadsereg benyomult a Belarusz Népköztársaság területére, ahonnan az első világháború végén kivonultak a német csapatok. Hivatalosan a Belarusz Népköztársaságot a Belarussziai Szocialista Szovjetköztársaság váltotta fel, azonban a demokratikus kormány emigrációban folytatta (illetve folytatja mind a mai napig) munkáját.
A kommunista államhoz tartoztak többek között a Szmolenszki, Vityebszki, Mogilevi Minszki, Grodnoi és Vilnai kormányzóságok nyagyobbik részei.
A bolsevikok államát ütközőállamnak tekintették létrehozásának kezdete óta. Alig egy hónappal később a tanácsállam megszűnt. A Szmolenszki, Vityebszki és a Mogilevi területek az Oroszországi Szovjet Szövetségi Szocialista Köztársasághoz kerültek, a maradék területen a Litvániai Szocialista Szovjetköztársasággal egyesülve megalakult a  Litván–Belarusz Szovjet Szocialista Köztársaság (LBSZSZK).

## Újraalapítás
A tanácsállamot 1920. július 31-én ugyanezen a néven ismét megalapították. A hagyományos szovjet történelemírás ehhez a dátumhoz köti a Belorusz Szovjet Szocialista Köztársaság (BSZSZK) megalapítását, tagköztársasági nevét a Szovjetunió megalakulásakor, 1922-ben kapta.